# Jean-Guy Gautier
Henry Jean Guy „Jean-Guy“ Gautier (* 30. Dezember 1875 in Jarnac; † 23. Oktober 1938 in Cognac) war ein französischer Rugbyspieler und Leichtathlet.
Mit dem Team der Union des sociétés françaises de sports athlétiques nahm er bei den Olympischen Sommerspielen 1900 am Rugbyturnier teil. Das Team konnte sich mit einem 27:17 gegen den Fußballclub Frankfurt, der das Deutsche Reich repräsentierte, und mit 27:8 gegen die Moseley Wanderers, die für Großbritannien antraten, klar durchsetzen und die Goldmedaille gewinnen.
Auf Vereinsebene spielte er bei mehreren europäischen Mannschaften. Er begann bei Olympique Paris (1894–1896), mit denen er 1895 das Finale der Französischen Rugby-Union-Meisterschaft verlor. Danach spielte er von 1896 bis 1897 beim Oxford University RFC in Großbritannien und von 1897 bis 1901 sowie 1913 wieder in Frankreich bei Stade Français. Mit dieser Mannschaft verlor er 1901 erneut das Finale der Französischen Rugby-Union-Meisterschaft. Die meiste Zeit seiner Karriere spielte er allerdings beim US Cognac (1901–1910), dessen Kapitän er von 1901 bis 1902 war.
Am bekanntesten war Gautier allerdings nicht für seine Rugbykarriere, sondern für seine Erfolge in der Leichtathletik. Er konnte insgesamt sechsmal französischer Meister werden: viermal im 100-Meter-Lauf (1893–1895 und 1897) und je einmal im 400-Meter-Lauf und im Weitsprung, beides im Jahr 1894.